# Ormetica stenotis
Ormetica stenotis là một loài bướm đêm thuộc phân họ Arctiinae, họ Erebidae.